# المؤيد محمد بن الناصر
المؤيد محمد بن الناصر (توفي في 25 فبراير 1503) إمام الدولة الزيدية في اليمن من 1462 إلى 1503.

## صد الطاهريين
المؤيد محمد نجل الإمام السابق المنصور الناصر الذي توفي في سجن في كوكبان في 1462. في هذا الوقت ادعى الإمامة العديد من الأشخاص أبرزهم المطهر بن محمد الذين فقد صنعاء لصالح الدولة الطاهرية في يوليو 1462. كانت الدولة الطاهرية دولة سنية ومقرها في مدينة زبيد وتعز في جنوب اليمن. أعلن المؤيد محمد إمامته بعد وفاة والده وانتقل لإعادة السيطرة المدينة المهمة. في 1464 قام الضابط محمد بن عيسى وهو في طريقه إلى صنعاء بخداعهم عن طريق انتحال شخصية محافظ الطاهريين الذي يحمل نفس الاسم. وفي العام التالي فشل جيش الطاهريين في استعادة السيطرة على المدينة. انسحبت القوات الطاهرية بعد أن وعدت المؤيد محمد على دفع الجزية. استؤنفت الحرب في وقت لاحق في نفس العام ولكن هذه المرة قتل سلطان الطاهريين أمير.

## محافظ صنعاء
بعد 1465 بقي الإمام في السلام حاكما لصنعاء لمدة 36 عاما. ومع ذلك فإنه كان يسيطر على جزء من شمال اليمن. سيطر أبناء الإمام السابق المتوكل المطهر على كوكبان والمنطقة المحيطة بصعدة المدينة التقليدية للزيديين بين الإمام المنصور محمد واثنين من المتنافسين الآخرين. ذكرت المصادر التاريخية أن المؤيد محمد كان مسؤول جيد ورجل متعلم. لفترة طويلة كان على علاقات جيدة مع أمير سلطان الطاهريين. ومع ذلك هاجمت قوات السلطان ذمار وصنعاء في 1501. على الرغم من استخدام المنجنيق لكسر الجدران فإن الهجوم فشل. بعد خمسة أشهر أحرق السلطان أمير المعدات التي لا يمكن أن يستفيد منها واستطاع الحاق الهزيمة بالقوات الزيدية. بعد فترة وجيزة في وقت مبكر من سنة 1503 توفي المؤيد محمد. قائده القديم شهاب واصل احكام السيطرة على صنعاء لصالح الدولة الزيدية وأعلن عن تعيين شقيق الإمام الراحل المستنصر أحمد إماما على الرغم من أنه لا يحسب في القائمة الرسمية للأئمة. في عام 1504 غزا سلطان الطاهريين صنعاء مجددا.